# Rubus henrici-egonis
Rubus henrici-egonis är en rosväxtart som beskrevs av J. Holub. Rubus henrici-egonis ingår i släktet rubusar, och familjen rosväxter. Inga underarter finns listade i Catalogue of Life.